# النصاب والكلب (فلم)
النصاب والكلب فيلم مصري من إنتاج عام 1990، من إخراج عادل صادق، وبطولة: سمير غانم، شويكار، دلال عبد العزيز، سامي العدل، فؤاد خليل، ألفت إمام.

## قصة الفيلم
يشكل «سامح عبد الغفار» وزوجته «شوق» عصابة تعمل في كل أنواع التهريب من العملة للمخدرات وابتكار طرقا جهنمية في التهريب باطلاق كلب شرس على الاعداء ليمزقه ويكتشف البوليس الجثة في اليوم التالى وتسجل الجريمة ضد حيوان كاسر لتضيع معالمها ويدعى سامح وزوجته أن متجرهما الخاص ببيع الذهب سرق للحصول على مليون جنيه من شركة التأمين والاستعداد لتهريب الذهب للخارج وشراء مخدرات بدلا منه، لكن القدر يضع أمامهما نصابا محترفًا يدعى سمير مع زميله الشرقاوى الذين ينضمان للعصابة بعد مغامرات كوميدية صارخة، لكن البوليس ينجح في تجنيدها لصالحه لكشف العمليات الإجرامية للعصابة وتخطف العصابة الطبيبة المكلفة أثناء موت آخر ضحاياها لتخبر شوق بأنها صديقة لسامح لتوقع بينهما وتتحول علاقتهما إلى صراع وتمرد بين أفراد العصابة حتى يتم القبض عليهم.

## وصلات خارجية
- النصاب والكلب على موقع الدهليز
- النصاب والكلب على موقع قاعدة بيانات الأفلام العربية